# Hemieuxoa ochrops
Hemieuxoa ochrops är en fjärilsart som beskrevs av Vladimir S. Kononenko. Hemieuxoa ochrops ingår i släktet Hemieuxoa och familjen nattflyn. Inga underarter finns listade i Catalogue of Life.